# Jelena Iwanowa
Jelena Iwanowa (ros. Елена Иванова; ur. 1998 r.) – rosyjska aerobiczka, dwukrotna mistrzyni świata i Europy.
Swoje pierwsze kroki w gimnastyce zaczęła stawiać w wieku siedmiu lat. Na mistrzostwach świata w 2016 roku w Inczon zajęła siódme miejsca w trójkach i grupach. Dwa lata później w Guimarães została mistrzynią świata w trójkach. Na mistrzostwach Europy w 2019 roku w Baku zdobyła srebrny medal w trójkach. Do tego otrzymała złoto za wynik drużynowy.